# Egernia cunninghami
Egernia cunninghami är en ödleart som beskrevs av Gray 1832. Egernia cunninghami ingår i släktet Egernia och familjen skinkar. Inga underarter finns listade i Catalogue of Life.